# Terfezia
Terfezia is een geslacht van schimmels behorend tot de familie Pezizaceae.

## Soorten
Volgens Index Fungorum telt het geslacht 41 soorten (peildatum maart 2023):
| Soortnaam                 | Auteur(s)                                              | Publicatiejaar |
| ------------------------- | ------------------------------------------------------ | -------------- |
| Terfezia albida           | Ant. Rodr., Muñ.-Moh. & Bordallo                       | 2013           |
| Terfezia alsheikhii       | Kovács, M.P. Martín & Calonge                          | 2011           |
| Terfezia aphroditis       | Chatin                                                 | 1897           |
| Terfezia arenaria         | (Moris) Trappe                                         | 1971           |
| Terfezia berberiodora     | Lesp. ex Tul. & C. Tul.                                | 1851           |
| Terfezia boudieri         | Chatin                                                 | 1892           |
| Terfezia cadevalli        | Font Quer                                              | 1925           |
| Terfezia canariensis      | Bordallo & Ant. Rodr.                                  | 2012           |
| Terfezia castanea         | Quél.                                                  | 1880           |
| Terfezia cistophila       | Ant. Rodr., Bordallo, Kaounas & Morte                  | 2015           |
| Terfezia claveryi         | Chatin                                                 | 1892           |
| Terfezia crassiverrucosa  | Zitouni-Haouar, G. Moreno, Manjón, Fortas & Carlavilla | 2018           |
| Terfezia decaryi          | R. Heim                                                | 1934           |
| Terfezia deflersii        | Pat.                                                   | 1894           |
| Terfezia dunensis         | Ant. Rodr., Cabero, Luque & Morte                      | 2019           |
| Terfezia eliocrocae       | Bordallo, Morte & Honrubia                             | 2013           |
| Terfezia eremita          | Malençon                                               | 1973           |
| Terfezia extremadurensis  | Muñ.-Moh., Ant. Rodr. & Bordallo                       | 2013           |
| Terfezia fanfanii         | Mattir.                                                | 1900           |
| Terfezia grisea           | Bordallo, Kaounas & Ant. Rodr.                         | 2015           |
| Terfezia hafizii          | Chatin                                                 | 1892           |
| Terfezia hanotauxii       | Chatin                                                 | 1895           |
| Terfezia hispanica        | Lázaro Ibiza                                           | 1908           |
| Terfezia honrubiae        | G. Moreno, J.L. Manjón, Morte & P. Alvarado            | 2019           |
| Terfezia indica           | Boedijn                                                | 1939           |
| Terfezia leptoderma       | (Tul. & C. Tul.) Tul. & C. Tul.                        | 1851           |
| Terfezia lusitanica       | Bordallo, Ant. Rodriguez, Louro & Muñoz-Mohedano       | 2018           |
| Terfezia lutescens        | (Lázaro Ibiza) Malençon                                | 1938           |
| Terfezia magnusii         | Mattir.                                                | 1887           |
| Terfezia mellerionis      | Chatin                                                 | 1896           |
| Terfezia metaxasi         | Chatin                                                 | 1892           |
| Terfezia morenoi          | Bordallo, Ant. Rodr. & Morte                           | 2018           |
| Terfezia olbiensis        | (Tul. & C. Tul.) Sacc.                                 | 1889           |
| Terfezia pallida          | (Lázaro Ibiza) Malençon                                | 1938           |
| Terfezia pini             | Bordallo, Ant. Rodr. & Muñ.-Moh.                       | 2013           |
| Terfezia pseudoleptoderma | Bordallo, Ant. Rodr. & Muñ.-Moh.                       | 2013           |
| Terfezia schweinfurthii   | Henn.                                                  | 1901           |
| Terfezia sinuosa          | (Lázaro Ibiza) Malençon                                | 1938           |
| Terfezia solaris-libera   | Louro, Nobre & Santos-Silva                            | 2021           |
| Terfezia transcaucasica   | Tikhom.                                                | 1903           |
| Terfezia zeynebiae        | Harkn.                                                 | 1899           |